# Campo de Maiol
Le Campo de Maiol (en catalan : Camp d'en Maiol) est un stade de football espagnol situé dans la ville de Sóller, sur l'île de Majorque dans les Îles Baléares.
Le stade, doté de 1 500 places et inauguré en 1923, sert d'enceinte à domicile aux équipes de football du Club de Fútbol Sóller, du Club de Fútbol Port de Sóller, de l'Unión Deportiva Sollerense, de La Unió et du Cercle Solleric.

## Événements
Le stade ouvre ses portes en 1923. Il est inauguré le 23 août 1923, à l'occasion de la création de la première équipe de football organisée de la ville, le Marià Sportiu (un des ancêtres de l'actuel CF Sóller).
À l'occasion de la promotion du CF Sóller en Segunda División B, il est rénové en 1997, année où est installée un gazon artificiel (le terrain jusqu'alors était exclusivement en terre battue).
En 2009, il est à nouveau sujet à des rénovations (les tribunes sont couvertes, les tours d'éclairage sont rénovées).